# Sarah Stickney Ellis
Sarah Stickney Ellis (1799-1872) est une écrivaine britannique, quaker convertie au congrégationalisme, auteur de plusieurs essais sur le rôle des femmes dans la société.